# Hockey Club Valpellice 2012-2013

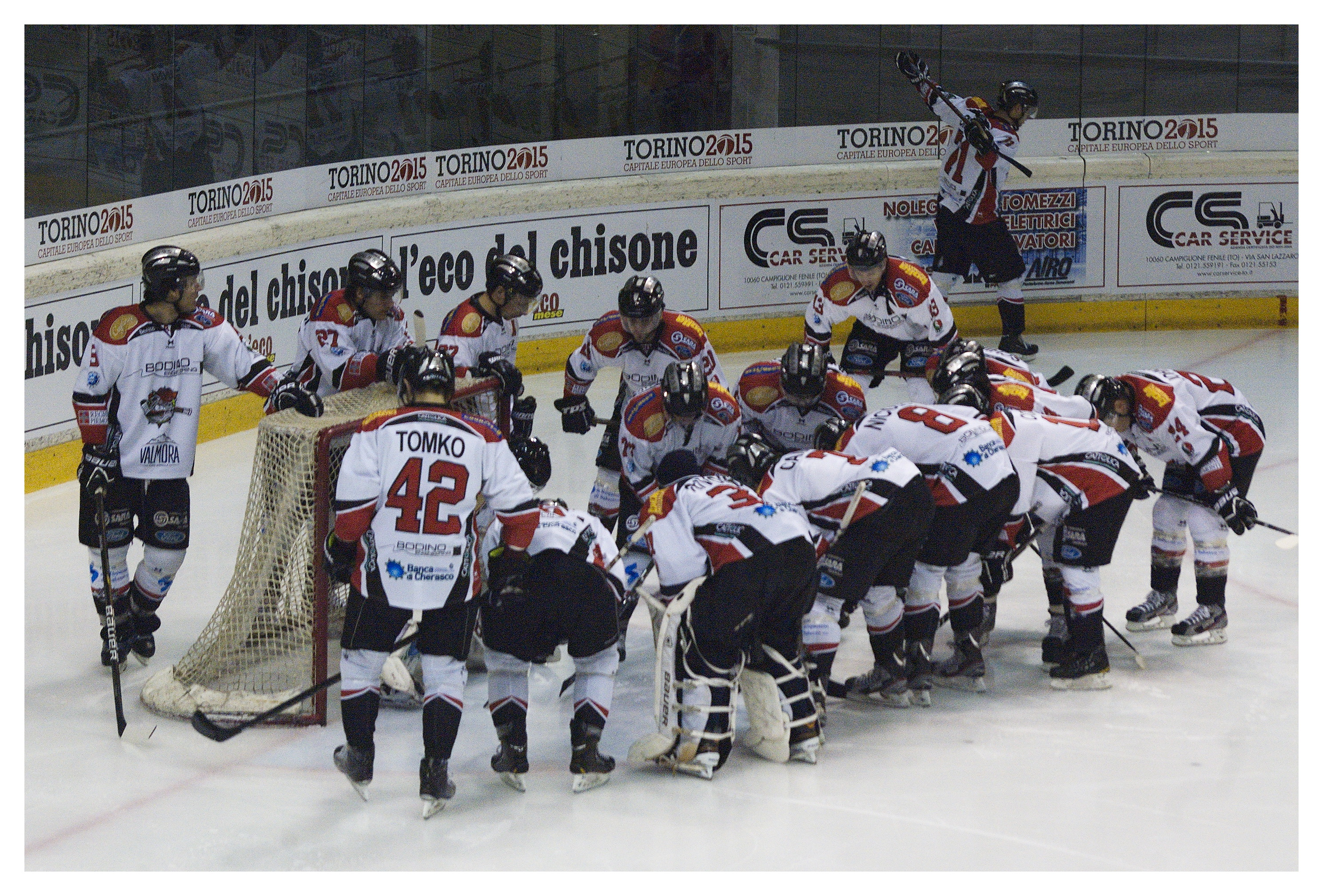
La squadra prima della semifinale di Coppa Italia

Questa pagina contiene i dati relativi alla stagione hockeystica 2012-2013 della società di hockey su ghiaccio Hockey Club Valpellice.

## Roster

### Portieri
- Davide Bertin
- Troy Davenport
- Jordan Parise
- Andrea Rivoira

### Difensori
- Nick Anderson
- Paul Baier
- Trevor Johnson
- Florian Runer
- Andrea Schina
- Jaroslav Špelda
- Slavomir Tomko

### Attaccanti
- Anthony Aquino
- Pietro Canale
- Fabrizio Castagneri
- Stefano Coco
- Nathan DiCasmirro
- Brodie Dupont
- Martino Durand Varese
- Brian Ihnacak
- Raffaele Intranuovo
- Matteo Mondon Marin
- Paolo Nicolao
- Marco Pozzi
- Alex Silva
- Robert Sirianni

### Allenatore
- Mike Flanagan